# Martiri della Thailandia
I Martiri della Thailandia sono un gruppo di sette cattolici (un padre di famiglia, due suore e quattro laiche) del villaggio di Songkhon uccisi tra il 16 e il 26 dicembre 1940 per essersi rifiutati di abiurare la loro fede. Sono stati proclamati beati da papa Giovanni Paolo II nel 2001.

## Vicenda del martirio
Nel 1940 scoppiò la guerra franco-thailandese, con la quale il governo di Bangkok intese recuperare i territori ceduti tra la fine del XIX secolo e l'inizio del XX ai colonialisti dell'Indocina francese. Per la piccola comunità cristiana thailandese, accusata di professare la religione dei nemici europei, iniziò un periodo di persecuzione.
A Songkhon, sul fiume Mekong, esisteva una missione guidata dal sacerdote francese Paul Figuet, della Società per le missioni estere di Parigi, che fu espulso dal Paese il 29 novembre 1940. La locale comunità cristiana rimase fedele alla propria religione e continuò a vivere sotto la guida del catechista Filippo Siphong Onphitak e delle suore Agnese Phila e Lucia Khambang, della congregazione delle Amanti della Santa Croce, maestre presso la scuola della missione.
Al fine di spingere gli abitanti del villaggio ad abiurare il cristianesimo, la gendarmeria fece recapitare a Filippo Siphong Onphitak una falsa lettera che lo invitava a presentarsi alla sotto-prefettura di Mukdahan: giunto a Phaluka il 16 dicembre 1940, i due gendarmi che lo scortavano lo uccisero a colpi di arma da fuoco presso il fiume Tum Nok e ordinarono agli abitanti del posto di occultarne il cadavere.
La notizia della morte di Filippo non indusse i cristiani di Songkhon ad abbandonare la loro religione come i gendarmi avevano sperato. Il 26 dicembre successivo suor Agnese e suor Lucia, la cinquantanovenne Agatha Phutta, cuoca della missione, e le tre giovani Ceclia Butsi, Bibiana Khamphai e Maria Phon furono condotte nel cimitero del paese e fucilate.

## Nomi dei martiri
- Il 16 dicembre 1940, a Muang Phaluka, fu ucciso a colpi d'arma da fuoco:
  - Filippo Siphong Onphitak (ฟิลิป สีฟอง อ่อนพิทักษ์), nato il 30 settembre 1907 a Nong Seng, padre di famiglia, guida della comunità cristiana di Songkhon.
- Il 26 dicembre 1940, nel cimitero di Songkhon, furono fucilate:
  - Agnese Phila (อักแนส พิลา), al secolo Margherita, nata nel 1909 a Nahi, appartenente alle Suore amanti della Santa Croce di Thare, maestra di scuola;
  - Lucia Khambang (ลูซีอา คำบาง), nata il 22 gennaio 1917 a Wiang Khuk, appartenente alle Suore amanti della Santa Croce di Thare, maestra di scuola;
  - Agata Phutta (อากาทา พุดทา), nata nel 1882 a Kengpho (Laos), laica nubile, cuoca nella missione;
  - Cecilia Butsi (เซซีลีอา บุดสี), nata il 16 dicembre 1924 a Songkhon, laica sedicenne;
  - Bibiana Khampai (บีบีอานา คำไพ), nata il 4 novembre 1925 a Songkhon, laica quindicenne;
  - Maria Phon (มารีอา พร),  nata il 6 gennaio 1926 a Songkhon, laica quattordicenne.

## Il culto
L'inchiesta per la causa di beatificazione delle sei donne fu avviata nell'arcidiocesi di Thare e Nonseng nel 1952 e si concluse nel 1955. Il cadavere di Siphong fu ritrovato solo nel 1959 e venne sepolto insieme a quello delle compagne a Sonkghon il 2 novembre 1960: per lui, l'inchiesta diocesana si ebbe nel 1983.
Il 1º settembre 1988 papa Giovanni Paolo II autorizzò la promulgazione del decreto che riconosceva il martirio dei sette thailandesi.
Il rito di beatificazione, presieduto dallo stesso Giovanni Paolo II, si è celebrato nella basilica di San Pietro a Roma il 22 ottobre 1989.
Le tombe dei sette beati martiri si venerano nel cimitero di Songkhon, dove è stato eretto anche il santuario di Our Lady of the Martyrs of Thailand.
L'elogio dei beati si legge nel Martirologio Romano al loro rispettivo dies natalis: il 16 dicembre per il beato Filippo e al 26 dicembre per le altre sei beate.